# Abudefduf luridus
La fula negra (Abudefduf luridus o nuevamente Similiparma lurida) es una especie de pez perciforme de la familia Pomacentridae.

## Morfología
Los machos pueden llegar alcanzar los 15 cm de longitud total.

## Distribución
Es un pez de mar propio del Atlántico oriental, donde se encuentra en Madeira, Azores, Canarias, Cabo Verde y Senegal.

## Galería de imágenes

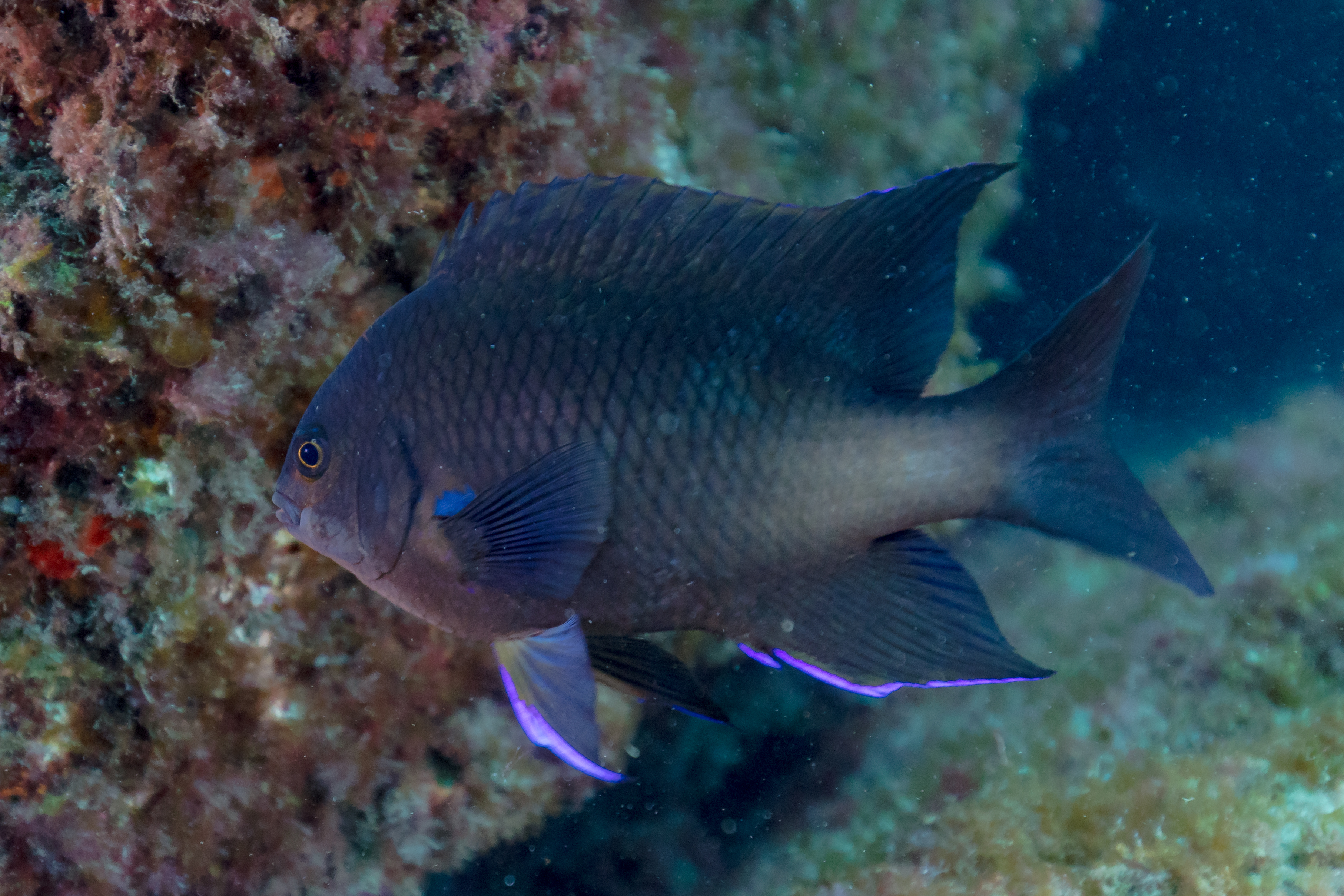
Vista posterior.
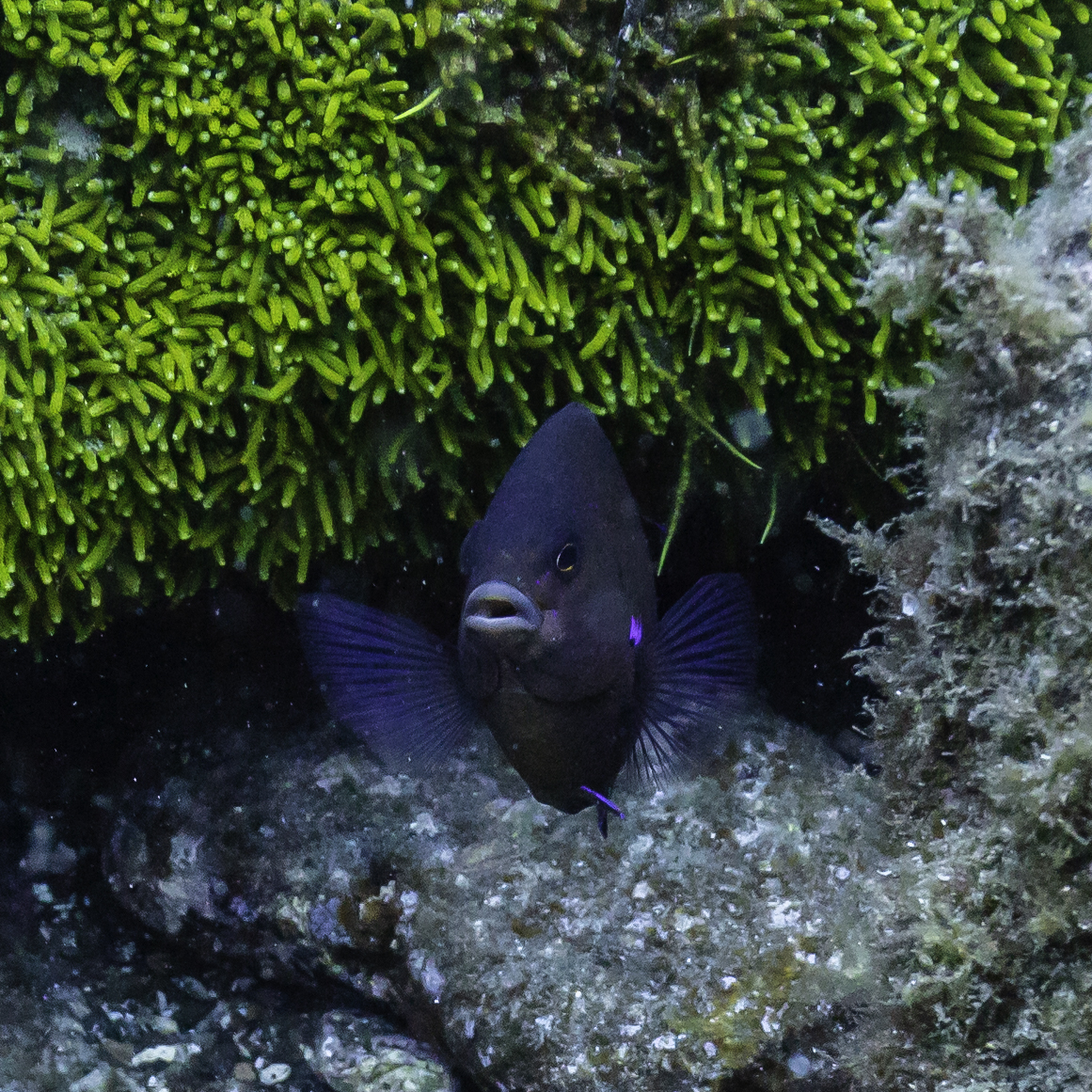
Vista frontal.
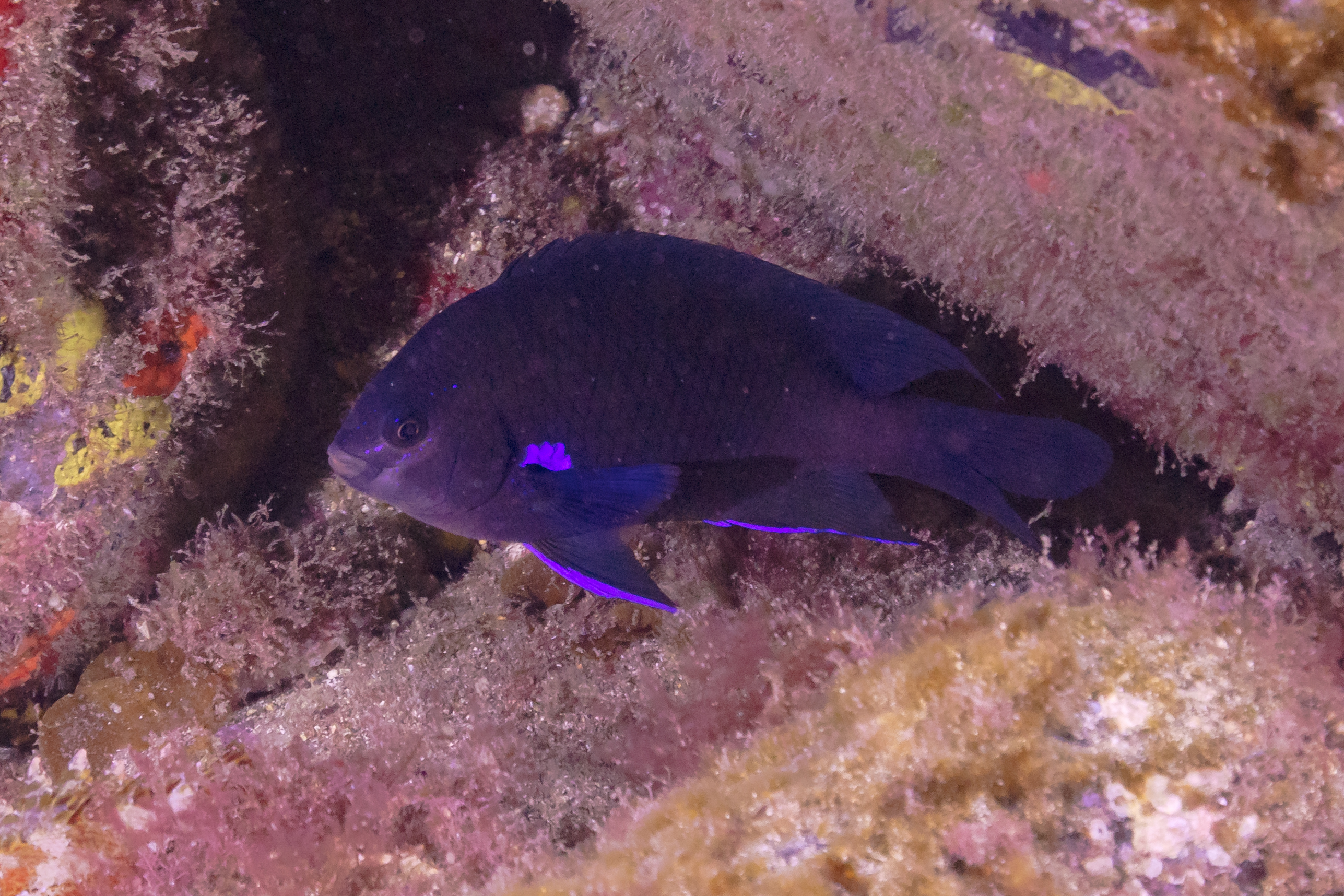
Vista lateral.
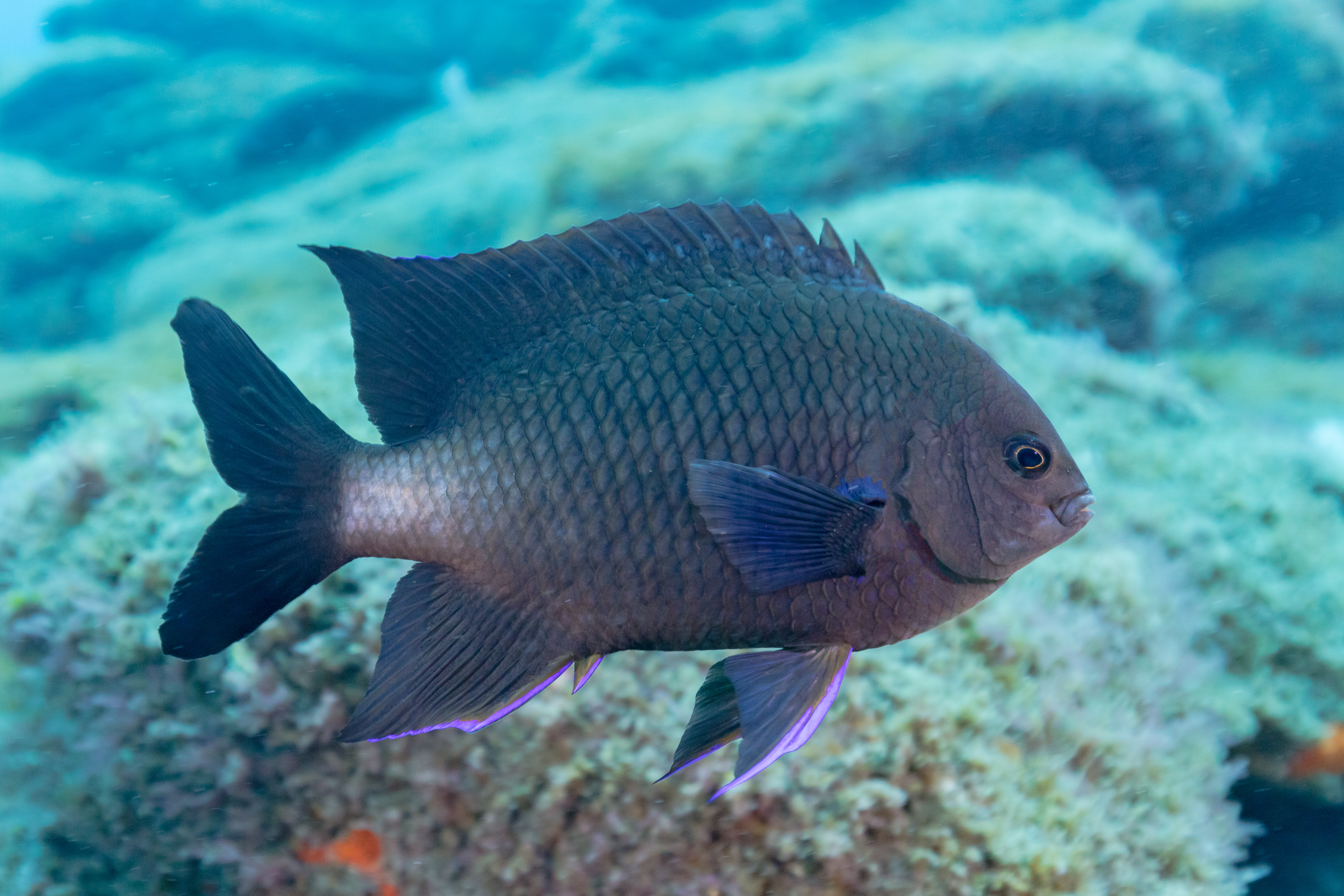
Ejemplar en Tenerife.
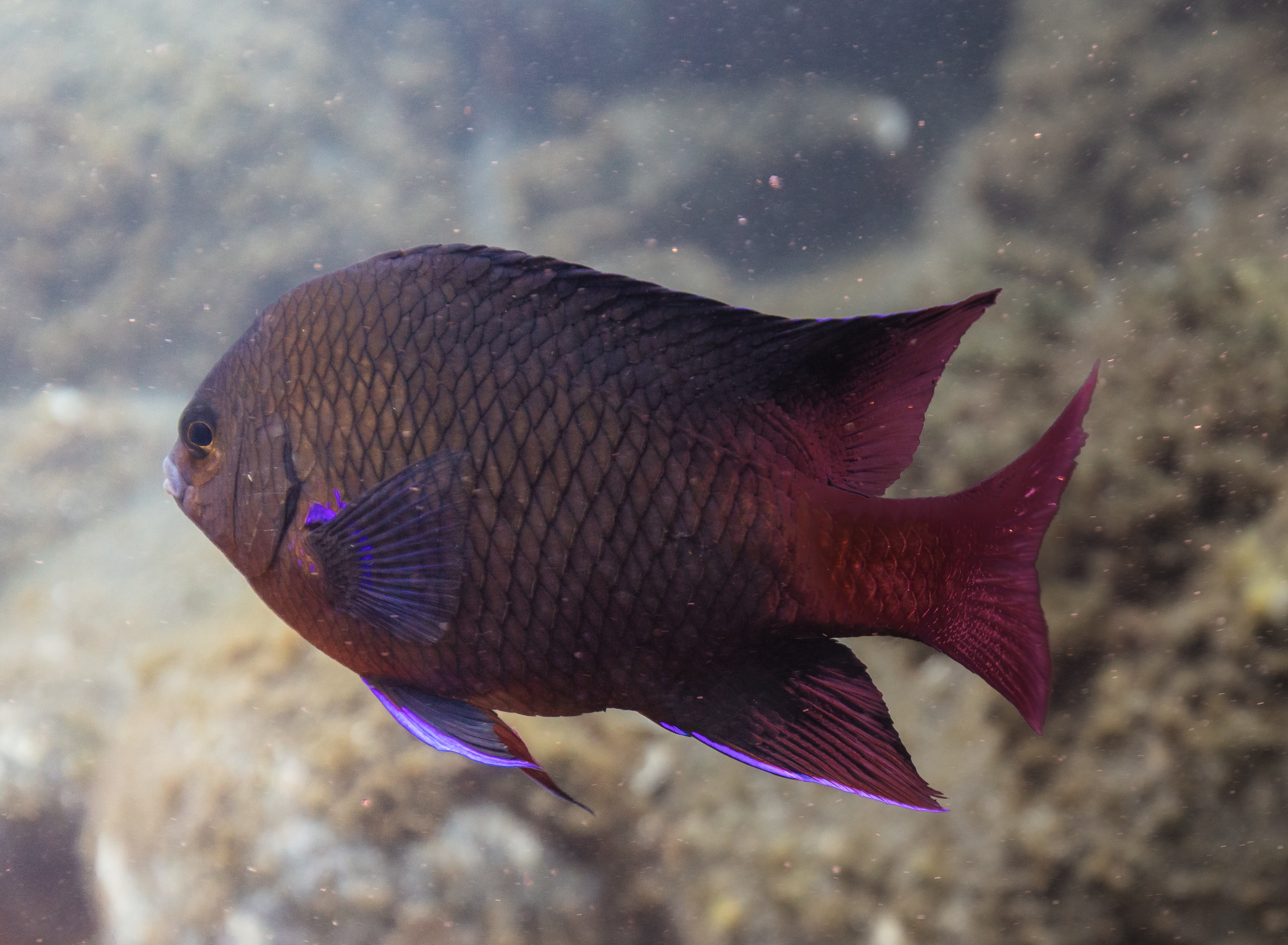
Ejemplar en Madeira.
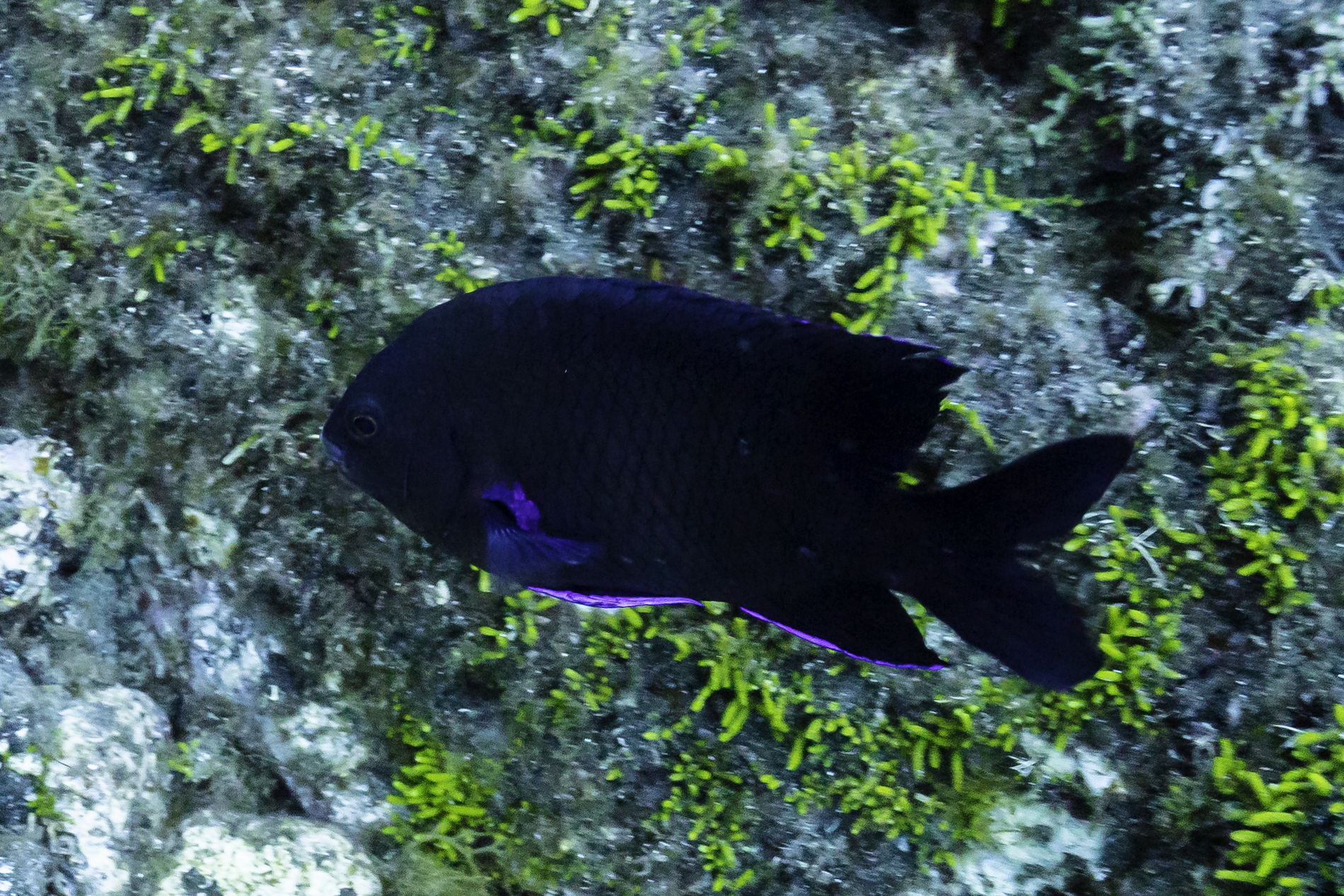
Ejemplar en las Azores.